# 嶺南大學香港同學會小學

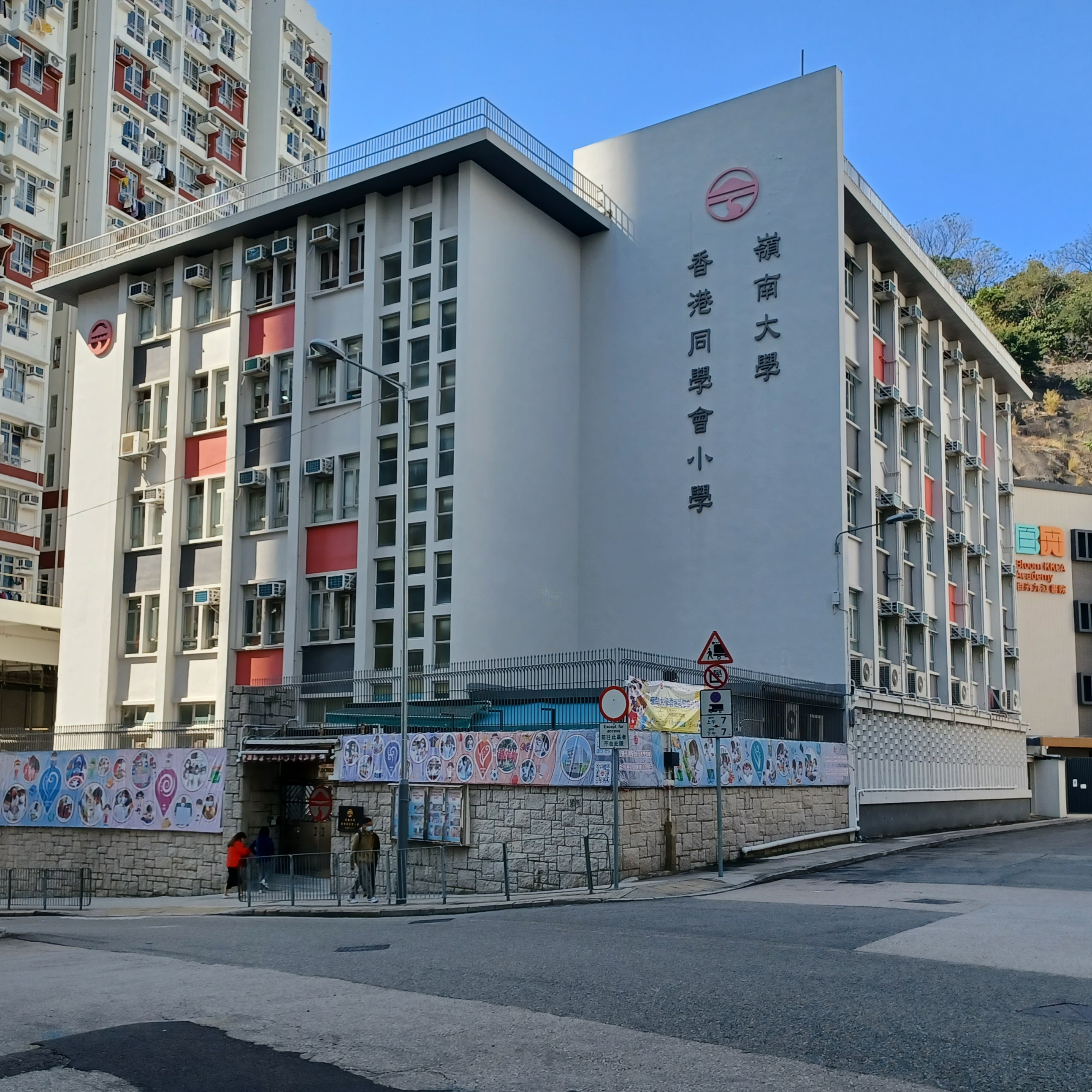
翻油後的嶺南大學香港同學會小學校舍（2023年1月）

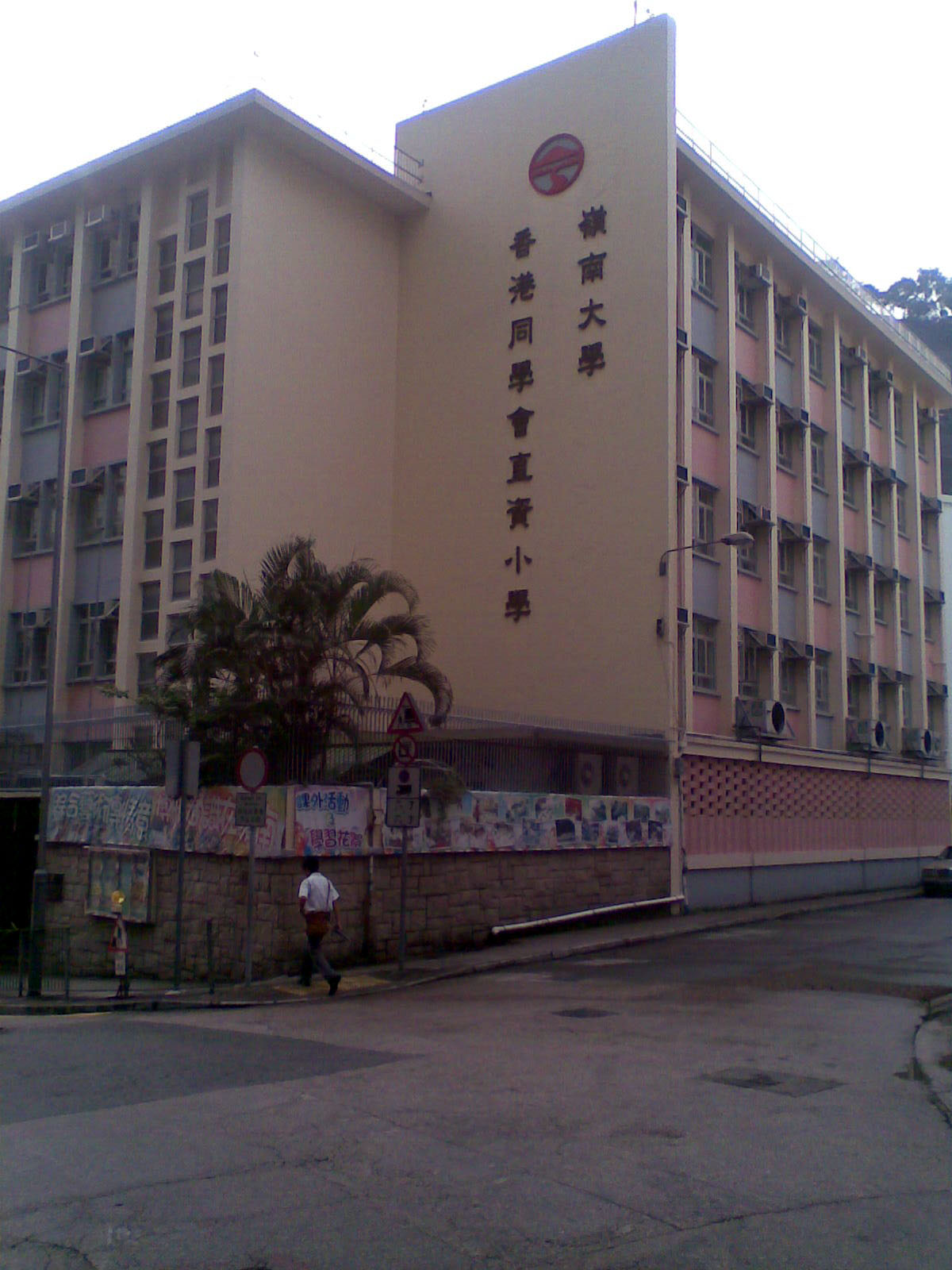
嶺南大學香港同學會小學

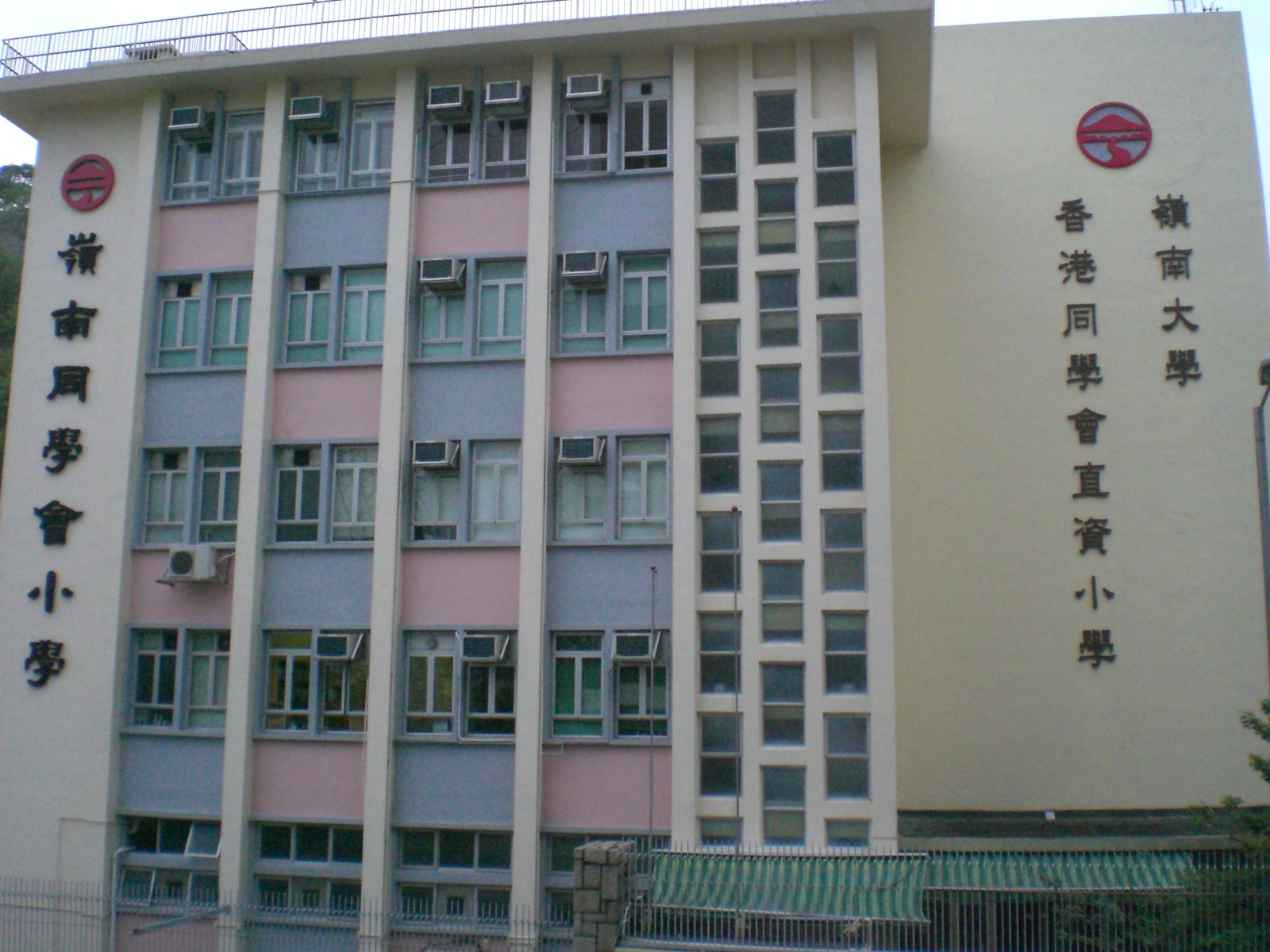
一校兩名

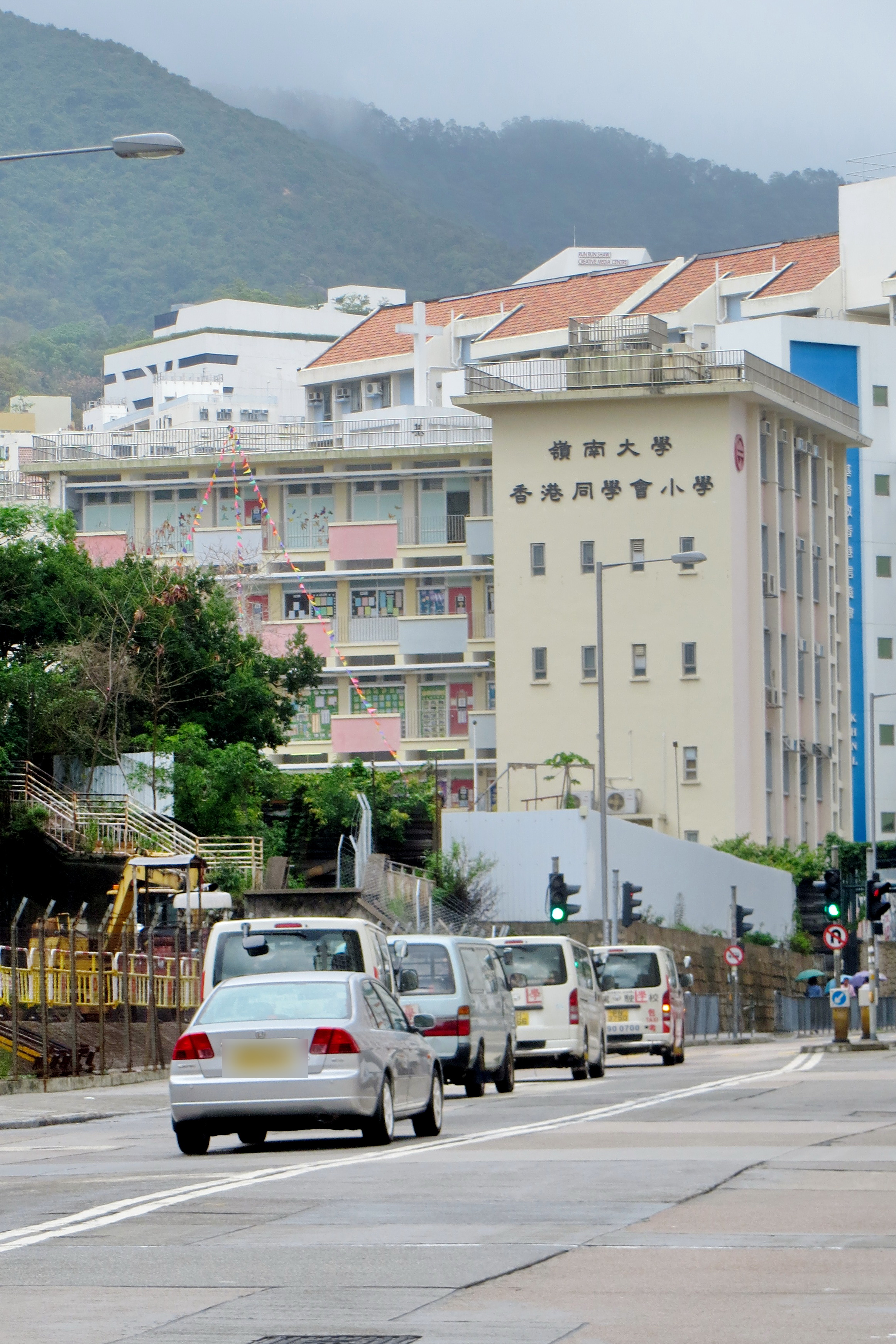
嶺南大學香港同學會小學，前方街道為白田街。

嶺南大學香港同學會小學（英語：Lingnan University Alumni Association (HK) Primary School），是香港深水埗一間直資小學，於1964年創立，2006年轉為直資小學至今。

## 歷史
此校自1958年起由嶺南大學香港同學會籌辦，四年後獲批現址的用地建校，並於1964年2-5月間分別開辦下、上午校。
自1990年代起，由於深水埗區人口老化，加上學生成績低下，引致此校收生不足。雖然此校自1998年開始兼收新來港學生，但收生一直沒有好轉，每年仍只能收兩班小一；及後，由於2003/04學年此校僅錄取一班小一，被教育統籌局下達「殺校」令。
及後，此校先後申請開辦「私家班」及轉為直資小學，最終於2006年獲批，並獲准開辦兩班直資小一，從而續辦至今。至於轉制前仍受政府津貼的小四至小六級別，則需改於當時即將「殺校」的九江商會學校校舍上課，直至畢業為止。

## 校政管理
歷任校監
- 1964年至1966年3月：李炳超 先生
- 1966年3月至1967年：黃炳禮 先生
- 1967年至1971年：郭文藻 先生
- 1971年至1973年11月：鄭亞清 先生[註 2]
- 1973年11月至？：余文倫 先生
- 李世能 先生[11]
- ？年至1986年：楊蔭恕 先生[12]
- 1986年至1987年：李守慧 先生，JP[註 3]
- 1987年至1989年：伍沾德 先生，GBS[13][註 4]
- 1990年至1991年：阮兆剛 先生[註 5]
  - 1991年：彭鉅信 先生（署任）
  - 1991年：李克勤 先生（署任）
- 1991年至1993年：陳炳輝 先生[14]
- 1993年至1995年：黃應康 先生
- 1995年至2003年：關志信 先生[15]
- 潘柏源 先生[9]
- 岑展文 先生
- 梁延溢 先生（現任校監）

歷任校長
- 1964年至1968年；1970年：李瑞明 先生（下午校）
- 1968年至1985年：林成強 先生[11]（首兩年為署任校長，後獲真除）
- 1985年至1999年：馮肇誠 先生（原石籬宣道小學下午校及九龍婦女福利會李炳紀念學校校長[16]）
- 馬慧珠 女士[17]
- 1999年至2004年：何華新 先生[15][18]（由鳳溪第一小學轉職）
- 2004年至2006年：鄧耀南 先生[19][20]（後轉任五邑工商總會馮平山夫人李穎璋學校末任校長）
- 2006年至2022年：鄭安娜 女士
- 2022年起：吳曉靈 女士（首4個月為署任校長，後獲真除）

歷任副校長
- 黃國材 先生
- 麥子彬 先生
- 2021年至2022年：吳曉靈 女士
- 2022年至2023年：懸空
- 2023年起：楊爾明 先生

## 設施
禮堂及操場共2個，課室12間，課室均安裝電腦、電子互動白板、音響設備、圖書櫃、空調，並設有圖書館、STEAM音樂Lab、多用途視覺藝術室、英語室、心靈小屋、輔導室及嶺南雅聚與小花園。

## 過去升中聯繫
此校在創辦初年，曾安排畢業生升讀嶺南中學，但其後兩校「斷龍」。及後，此校又曾與嶺南鍾榮光博士紀念中學結為聯繫學校，保留15%中一名額予此校畢業生，亦已於2003/04學年終結。

## 著名/傑出校友
- 顏聯武（1970年小六上午校）：香港唱片騎師[22][23]
- 董嘉儀：香港女藝人[24]
- 林國斌（1972年小六下午校[25]）：香港男演員
- 黃偉堅：慈幼葉漢千禧小學校長（1984年第二十屆畢業生）
- 陳敏儀：香港培道小學校長
- 容志賢：中華基督教會基灣小學榮休副校長